# Campionati europei giovanili di nuoto 1999
I XXVI Campionati europei giovanili di nuoto e tuffi si sono disputati nella sede di Mosca per il nuoto dal 14 luglio al 17 luglio e di Aquisgrana per i tuffi dal 6 agosto al 9 agosto 1999.
Hanno partecipato alla manifestazione le federazioni iscritte alla LEN; questi i criteri di ammissione:
- le nuotatrici di 15 e 16 anni (1984 e 1983), i nuotatori di 17 e 18 (1982 e 1981)
- le tuffatrici e i tuffatori di 16, 17 e 18 anni (1983, 1982 e 1981) per la categoria "A"; Le ragazze e i ragazzi di 14 e 15 anni (1985 e 1984) per la categoria "B".

Da questa edizione sono in programma le gare di nuoto da 50 metri nei quattro stili.

## Podi

### Uomini
| Evento               | Oro                | Tempo    | Argento            | Tempo    | Bronzo             | Tempo    |
| Stile libero         |                    |          |                    |          |                    |          |
| 50 m                 | Rolandas Gimbutis  | 23"10    | Stefan Nystrand    | 23"29    | Chris Cozens       | 23"40    |
| 100 m                | Rolandas Gimbutis  | 50"76    | Stefan Nystrand    | 50"77    | Sven Becquet       | 51"65    |
| 200 m                | Örn Arnarson       | 1'51"56  | Michal Sapon       | 1'51"78  | Sven Becquet       | 1'52"96  |
| 400 m                | Igor Chervinsky    | 3'54"01  | Nicolas Rostoucher | 3'56"46  | Adam Faulkner      | 3'57"42  |
| 1500 m               | Igor Chervinsky    | 15'09"31 | Adam Faulkner      | 15'26"16 | Aleksei Kovrigin   | 15'33"92 |
| Dorso                |                    |          |                    |          |                    |          |
| 50 m                 | Steffen Driesen    | 26"20    | Sergei Shevko      | 26"25    | Toni Helbig        | 26"70    |
| 100 m                | Steffen Driesen    | 56"07    | Sergei Shevko      | 56"46    | Klaas Zwering      | 57"20    |
| 200 m                | Steffen Driesen    | 2'00"69  | Örn Arnarson       | 2'01"13  | Markus Rogan       | 2'01"80  |
| Rana                 |                    |          |                    |          |                    |          |
| 50 m                 | Rene Kolonko       | 28"64    | Michael Fischer    | 28"91    | Dimitri Komornikov | 29"19    |
| 100 m                | Dmitrij Komornikov | 1'02"08  | Rene Kolonko       | 1'02"19  | Michael Fischer    | 1'02"97  |
| 200 m                | Dmitrij Komornikov | 2'12"18  | Rene Kolonko       | 2'18"01  | Hugues Duboscq     | 2'18"22  |
| Farfalla             |                    |          |                    |          |                    |          |
| 50 m                 | David Andreasson   | 24"89    | Sergei Blesnik     | 25"07    | David Bennett      | 25"13    |
| 100 m                | Andrij Serdinov    | 55"27    | David Bennett      | 55"59    | Anders Bo Pedersen | 55"68    |
| 200 m                | David Kolozar      | 2'01"48  | Juan Ulacia        | 2'01"85  | Sergiy Fesenko     | 2'02"97  |
| Misti                |                    |          |                    |          |                    |          |
| 200 m                | Brenton Cabello    | 2'05"39  | Maksim Mikhailov   | 2'06"56  | Dirk Mennicke      | 2'06"88  |
| 400 m                | Alessio Boggiatto  | 4'21"48  | Aleksei Kovrigin   | 4'26"71  | Markus Rogan       | 4'26"88  |
| Staffette            |                    |          |                    |          |                    |          |
| 4x100 m stile libero | Germania           | 3'27"51  | Francia            | 3'28"99  | Russia             | 3'29"13  |
| 4x200 m stile libero | Italia             | 7'34"09  | Germania           | 7'34"49  | Russia             | 7'35"78  |
| 4x100 m misti        | Germania           | 3'44"96  | Russia             | 3'48"17  | Italia             | 3'51"39  |

### Donne
| Evento               | Oro                | Tempo   | Argento                | Tempo   | Bronzo              | Tempo   |
| Stile libero         |                    |         |                        |         |                     |         |
| 50 m                 | Britta Steffen     | 26"08   | Hinkelien Schreuder    | 26"43   | Hanna-Maria Seppälä | 26"48   |
| 100 m                | Britta Steffen     | 55"66   | Daniela Samulski       | 56"23   | Nina van Koeckhoven | 57"47   |
| 200 m                | Britta Steffen     | 2'01"32 | Verena Witte           | 2'02"26 | Nina van Koeckhoven | 2'03"96 |
| 400 m                | Kornelia Kovacs    | 4'14"67 | Holly Fox              | 4'17"91 | Oksana Startseva    | 4'18"41 |
| 800 m                | Kornelia Kovacs    | 8'40"53 | Rebecca Cooke          | 8'49"08 | Adi Bichman         | 8'49"72 |
| Dorso                |                    |         |                        |         |                     |         |
| 50 m                 | Diana Mocanu       | 29"68   | Sindy Buckmann         | 30"15   | Beatrice Zurma      | 30"31   |
| 100 m                | Diana Mocanu       | 1'03"03 | Saksia Melhorn         | 1'04"56 | Louise Coull        | 1'04"75 |
| 200 m                | Diana Mocanu       | 2'15"64 | Maria Hirsch           | 2'16"02 | Christine Bachinger | 2'16"60 |
| Rana                 |                    |         |                        |         |                     |         |
| 50 m                 | Krisztina Kovacs   | 32"94   | Natalia Hissamutdinova | 33"45   | Desiree Mahle       | 33"48   |
| 100 m                | Krisztina Kovacs   | 1'11"16 | Desiree Mahle          | 1'12"25 | Edina Koszegfalvi   | 1'12"59 |
| 200 m                | Annika Melhorn     | 2'37"47 | Krisztina Kovacs       | 2'38"76 | Olga Dmytruk        | 2'34"26 |
| Farfalla             |                    |         |                        |         |                     |         |
| 50 m                 | Daniela Samulski   | 27"62   | Orsolya Ferenczy       | 27"76   | Vered Borochovski   | 27"90   |
| 100 m                | Otylia Jędrzejczak | 1'00"26 | Vered Borochovski      | 1'01"08 | Orsolya Ferenczy    | 1'01"09 |
| 200 m                | Otylia Jędrzejczak | 2'11"71 | Holly Fox              | 2'14"81 | Annika Melhorn      | 2'15"08 |
| Misti                |                    |         |                        |         |                     |         |
| 200 m                | Annika Melhorn     | 2'17"75 | Ilse Kevelham          | 2'19"57 | Hinkelien Schreuder | 2'20"49 |
| 400 m                | Holly Fox          | 4'51"14 | Sarah Heyes            | 4'52"70 | Adi Bichman         | 4'53"67 |
| Staffette            |                    |         |                        |         |                     |         |
| 4x100 m stile libero | Germania           | 3'47"62 | Paesi Bassi            | 3'50"40 | Svezia              | 3'53"02 |
| 4x200 m stile libero | Germania           | 8'13"42 | Paesi Bassi            | 8'21"10 | Regno Unito         | 8'21"23 |
| 4x100 m misti        | Germania           | 4'15"12 | Russia                 | 4'16"31 | Ungheria            | 4'17"55 |

### Tuffi
| Evento                  | Oro                      | Punti  | Argento           | Punti  | Bronzo                | Punti  |
| Uomini - categoria "A"  |                          |        |                   |        |                       |        |
| trampolino 1m           | Aleksandr Dobroskok      | 447,00 | Peter Waterfield  | 474,80 | Cristopher Sacchin    | 448,90 |
| trampolino 3m           | Dmytro Lysenko           | 514,40 | Joona Puhakka     | 486,65 | Jan Herre             | 478,40 |
| piattaforma             | Aleksandr Dobroskok      | 523,55 | Blake Aldridge    | 480,55 | Ioannis Gavrilidis    | 479,20 |
| Ragazzi - categoria "B" |                          |        |                   |        |                       |        |
| trampolino 1m           | Dimitry Starodubtsev     | 339.65 | Norman Becker     | 331,50 | Emanuele Marini       | 322,25 |
| trampolino 3m           | Gleb Sergeevič Gal'perin | 340,15 | Norman Becker     | 334,40 | Dimitry Starodubtsev  | 331,10 |
| piattaforma             | Aleksandr Dobroskok      | 358,15 | Michele Benedetti | 327,15 | Mats Wiktorsson       | 320,55 |
| Donne - categoria "A"   |                          |        |                   |        |                       |        |
| trampolino 1m           | Heike Fischer            | 398,55 | Anna Lindberg     | 397,25 | Gaëlle Delezaive      | 387,45 |
| trampolino 3m           | Anna Lindberg            | 431,30 | Heike Fischer     | 414,55 | Natalia Oumyskova     | 401,45 |
| piattaforma             | Daniela Bemme            | 403,60 | Olga Klokova      | 387,60 | Page                  | 380,45 |
| Ragazze - categoria "B" |                          |        |                   |        |                       |        |
| trampolino 1m           | Maria Marconi            | 335.00 | Katja Dieckow     | 320.70 | Nastassia Salivonchik | 315.50 |
| trampolino 3m           | Tania Cagnotto           | 366,45 | Maria Marconi     | 334,05 | Nóra Barta            | 330,70 |
| piattaforma             | Tania Cagnotto           | 325,25 | Ramona Ciobanu    | 305,05 | Anne Rieck            | 302,35 |

## Medagliere
- Nuoto

| Posizione | Paese         | Oro | Argento | Bronzo | Totale |
| --------- | ------------- | --- | ------- | ------ | ------ |
| 1         | Germania      | 15  | 10      | 6      | 31     |
| 2         | Ungheria      | 5   | 2       | 3      | 10     |
| 3         | Ucraina       | 3   | 0       | 2      | 5      |
| 4         | Romania       | 3   | 0       | 0      | 3      |
| 5         | Russia        | 2   | 5       | 5      | 12     |
| 6         | Polonia       | 2   | 1       | 0      | 3      |
| 7         | Italia        | 2   | 0       | 2      | 4      |
| 8         | Lituania      | 2   | 0       | 0      | 2      |
| 9         | Gran Bretagna | 1   | 6       | 5      | 12     |
| 10        | Svezia        | 1   | 2       | 1      | 4      |
| 11=       | Islanda       | 1   | 1       | 0      | 2      |
| 11=       | Spagna        | 1   | 1       | 0      | 2      |
| 13        | Paesi Bassi   | 0   | 4       | 2      | 6      |
| 14        | Francia       | 0   | 2       | 3      | 5      |
| 15        | Bielorussia   | 0   | 2       | 0      | 2      |
| 16        | Israele       | 0   | 1       | 3      | 4      |
| 17        | Estonia       | 0   | 1       | 0      | 1      |
| 18=       | Belgio        | 0   | 0       | 2      | 2      |
| 18=       | Austria       | 0   | 0       | 2      | 2      |
| 20=       | Danimarca     | 0   | 0       | 1      | 1      |
| 20=       | Finlandia     | 0   | 0       | 1      | 1      |
| totale    |               | 38  | 38      | 38     | 114    |

- tuffi

| Posizione | Paese         | Oro | Argento | Bronzo | Totale |
| --------- | ------------- | --- | ------- | ------ | ------ |
| 1         | Russia        | 5   | 1       | 2      | 8      |
| 2         | Italia        | 3   | 2       | 2      | 7      |
| 3         | Germania      | 2   | 4       | 2      | 8      |
| 4         | Svezia        | 1   | 1       | 1      | 3      |
| 5         | Ucraina       | 1   | 0       | 0      | 1      |
| 6         | Gran Bretagna | 0   | 2       | 1      | 3      |
| 7=        | Finlandia     | 0   | 1       | 0      | 1      |
| 7=        | Romania       | 0   | 1       | 0      | 1      |
| 9=        | Grecia        | 0   | 0       | 1      | 1      |
| 9=        | Francia       | 0   | 0       | 1      | 1      |
| 9=        | Ungheria      | 0   | 0       | 1      | 1      |
| 9=        | Bielorussia   | 0   | 0       | 1      | 1      |
| totale    |               | 12  | 12      | 12     | 36     |